# Mangal Mahadev
Mangal Mahadev est une sculpture du dieu hindou Shiva de 33 m (108 ft) hauteur, située à l'entrée du Ganga Talao (Grand Bassin), un lac volcanique situé dans le district de Savanne à Maurice. La divinité est représentée debout avec son Trishula (trident). C'est une réplique de la statue de Shiva au lac Sursagar à Vadodara, Gujarat en Inde et c'est aussi la plus haute statue de l'Île Maurice.

## Inauguration
Le monument Mangal Mahadev fut inauguré en 2007 et le « Sthapan » a été réalisé pendant la période Mahashivatri de 2008. Cette statue et le complexe cultuel qui l'entoure est considéré comme le lieu hindou le plus sacré de Maurice. On y trouve des temples dédiés à d'autres dieux dont Durga, Hanuman, Lakshmi et Ganesh autour du temple de Shiva et de la statue de Mangal Mahadev sur les rives du Grand Bassin. 
Pendant Shivaratri, de nombreux pèlerins à Maurice marchent pieds nus de leurs maisons au lac et prient aux pieds de la sculpture.

## Voir également
- Hindouisme à Maurice